# Staphylococcaceae
Staphylococcaceae  è una famiglia di batteri appartenente all'ordine dei Bacillales. Essa comprende i seguenti generi: 
- Gemella
- Jeotgalicoccus
- Macrococcus
- Salinicoccus
- Staphylococcus

## Sistematica

### Sistematica corrente
I generi di questa famiglia sono (a partire dal 2015): 
- Jeotgalicoccus
- Micrococcus
- Nosocomiococco
- Salinicoccus
- Staphylococcus